# Flabellina
Flabellina es un género de moluscos nudibranquios de la familia Flabellinidae.

## Especies
El Registro Mundial de Especies Marinas acepta 63 especies válidas en el género:
- Flabellina affinis (Gmelin, 1791)
- Flabellina albomaculata Pola, Carmona, Calado & Cervera, 2014
- Flabellina albomarginata (M. C. Miller, 1971)
- Flabellina alternata Ortea & Espinosa, 1998
- Flabellina amabilis Hirano & Kuzirian, 1991
- Flabellina arveloi Ortea & Espinosa, 1998
- Flabellina athadona (Bergh, 1875)
- Flabellina babai Schmekel, 1972
- Flabellina baetica Garcia-Gómez, 1984
- Flabellina bertschi Gosliner & Kuzirian, 1990
- Flabellina bicolor (Kelaart, 1858)
- Flabellina bilas (Gosliner & Willan, 1991)
- Flabellina borealis (Odhner, 1922)
- Flabellina browni (Picton, 1980)
- Flabellina bulbosa Ortea & Espinosa, 1998
- Flabellina californica (Bergh, 1904)
- Flabellina capensis (Thiele, 1925)
- Flabellina cerverai Fischer, van der Velde & Roubos, 2007
- Flabellina confusa Gonzalez-Duarte, Cervera & Poddubetskaia, 2008
- Flabellina cooperi (Cockerell, 1901)
- Flabellina cynara (Marcus & Marcus, 1967)
- Flabellina dana Millen & Hamann, 2006
- Flabellina delicata Gosliner & Willan, 1991
- Flabellina dushia (Marcus Ev. & Er., 1963)
- Flabellina engeli Ev. Marcus & Er. Marcus, 1968
- Flabellina evelinae Edmunds, 1989
- Flabellina exoptata Gosliner & Willan, 1991
- Flabellina falklandica (Eliot, 1907)
- Flabellina fogata Millen & Hermosillo, 2007
- Flabellina funeka Gosliner & Griffiths, 1981
- Flabellina goddardi Gosliner, 2010
- Flabellina gracilis (Alder & Hancock, 1844)
- Flabellina hamanni Gosliner, 1994
- Flabellina ilidioi Calado, Ortea & Caballer, 2005
- Flabellina insolita Garcia-Gomez & Cervera, 1989
- Flabellina iodinea (J. G. Cooper, 1863)
- Flabellina ischitana Hirano & Thompson, 1990
- Flabellina islandica (Odhner, 1937)
- Flabellina japonica (Volodchenko, 1937)
- Flabellina lineata (Lovén, 1846)
- Flabellina llerae Ortea, 1989
- Flabellina macassarana Bergh, 1905
- Flabellina marcusorum Gosliner & Kuzirian, 1990
- Flabellina nobilis (A. E. Verrill, 1880)
- Flabellina pallida (A. E. Verrill, 1900)
- Flabellina parva (Hadfield, 1963)
- Flabellina pedata (Montagu, 1816)
- Flabellina pellucida (Alder & Hancock, 1843)
- Flabellina poenicia (Burn, 1957)
- Flabellina polaris Volodchenko, 1946
- Flabellina pricei (MacFarland, 1966)
- Flabellina riwo Gosliner & Willan, 1991
- Flabellina rubrolineata (O'Donoghue, 1929)
- Flabellina rubromaxilla Edmunds, 2015
- Flabellina rubropurpurata Gosliner & Willan, 1991
- Flabellina salmonacea (Couthouy, 1838)
- Flabellina sarsi (Friele, 1902)
- Flabellina telja Marcus & Marcus, 1967
- Flabellina trilineata (O'Donoghue, 1921)
- Flabellina trophina (Bergh, 1890)
- Flabellina vansyoci Gosliner, 1994
- Flabellina verrucosa (M. Sars, 1829)
- Flabellina verta (Ev. Marcus, 1970)

Especies cuyo nombre ha dejado de ser aceptado por sinonimia:
- Flabellina alisonae Gosliner, 1980 aceptado como Flabellina bicolor (Kelaart, 1858)
- Flabellina fusca (O'Donoghue, 1921) aceptado como Flabellina trophina (Bergh, 1890)
- Flabellina ianthina Angas, 1864 aceptado como Pteraeolidia ianthina (Angas, 1864)
- Flabellina inornata A. Costa, 1866 aceptado como Spurilla neapolitana (Delle Chiaje, 1841)
- Flabellina newcombi Angas, 1864 aceptado como Facelina newcombi (Angas, 1864)
- Flabellina ornata Angas, 1864 aceptado como Austraeolis ornata (Angas, 1864)
- Flabellina scolopendrella Risbec, 1928 aceptado como Pteraeolidia semperi (Bergh, 1870)
- Flabellina semperi Bergh, 1870 aceptado como Pteraeolidia semperi (Bergh, 1870)
- Flabellina stohleri Bertsch & Ferreira, 1974 aceptado como Flabellina telja Marcus & Marcus, 1967
- Flabellina triophina aceptado como Flabellina trophina (Bergh, 1890)
- Flabellina verrucicornis A. Costa, 1867 aceptado como Berghia verrucicornis (A. Costa, 1867)
- Flabellina versicolor Costa A., 1866 aceptado como Favorinus branchialis (Rathke, 1806)

## Galería

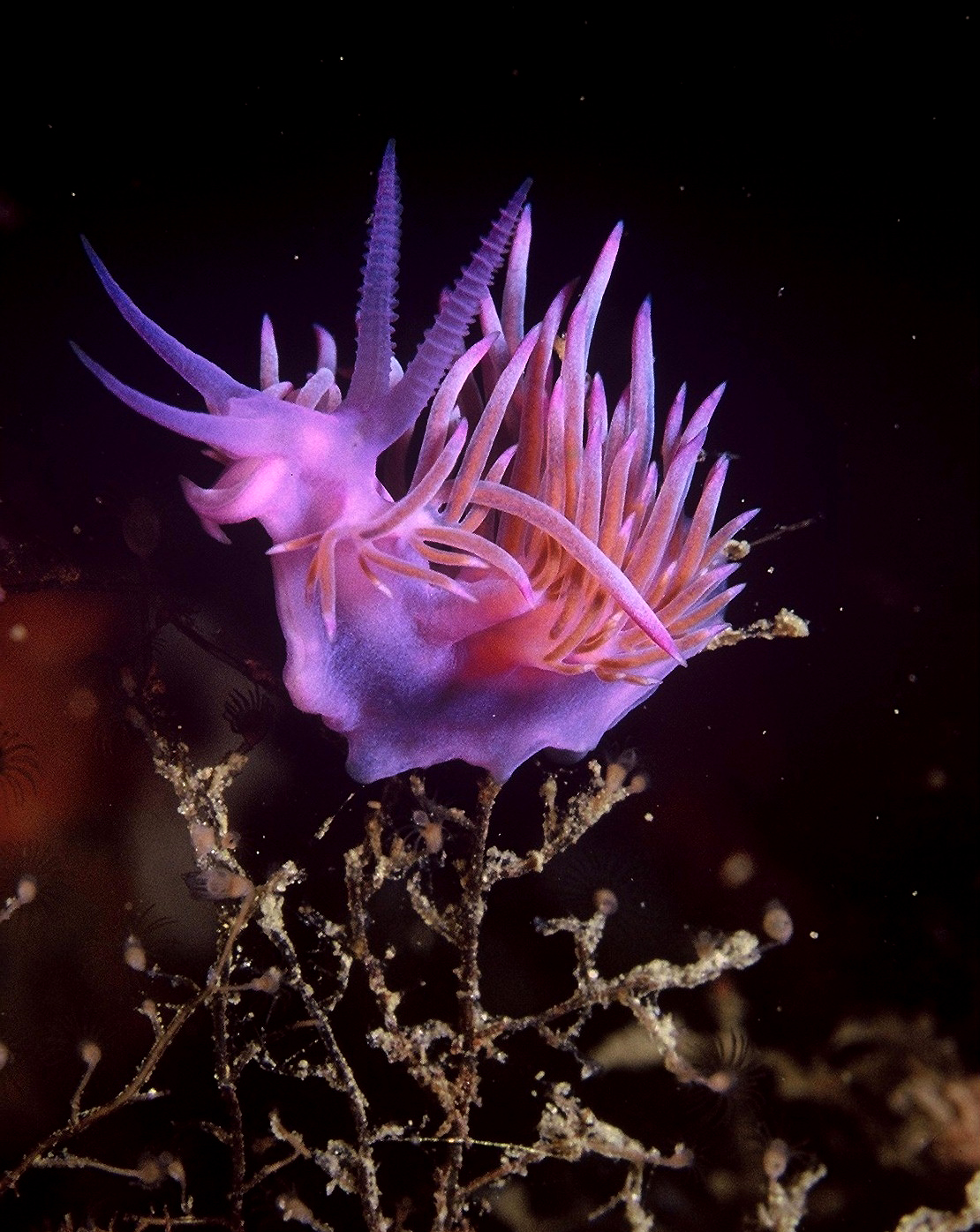
Flabellina affinis.
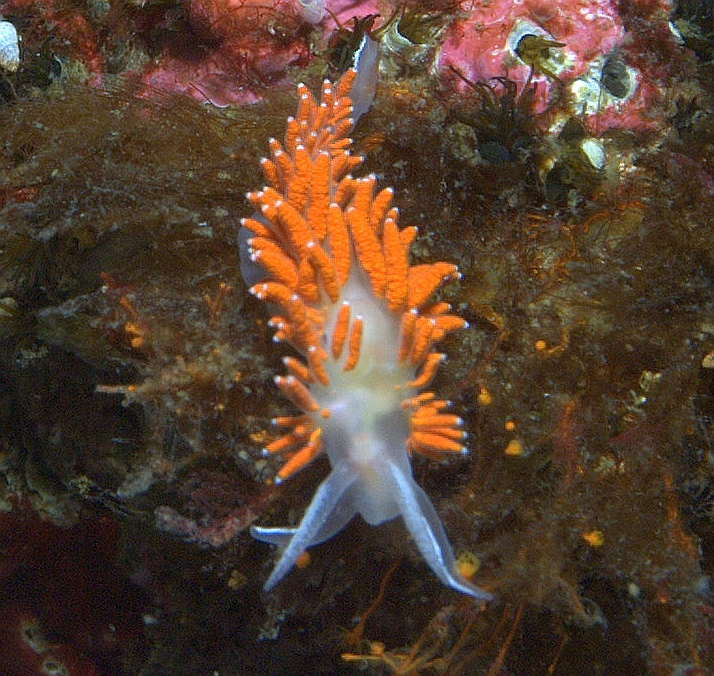
Flabellina amabilis.
Flabellina babai.
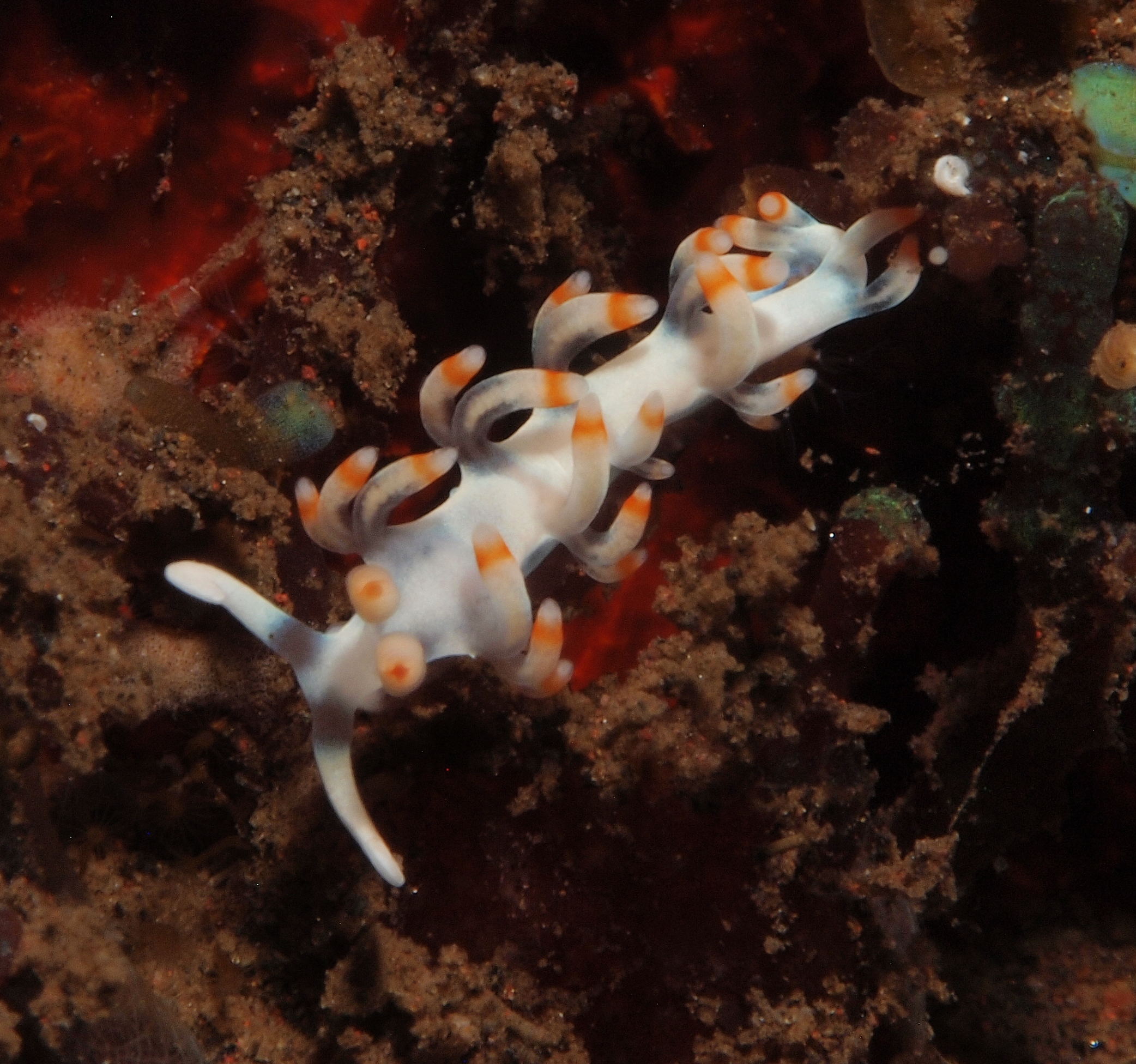
Flabellina bicolor.
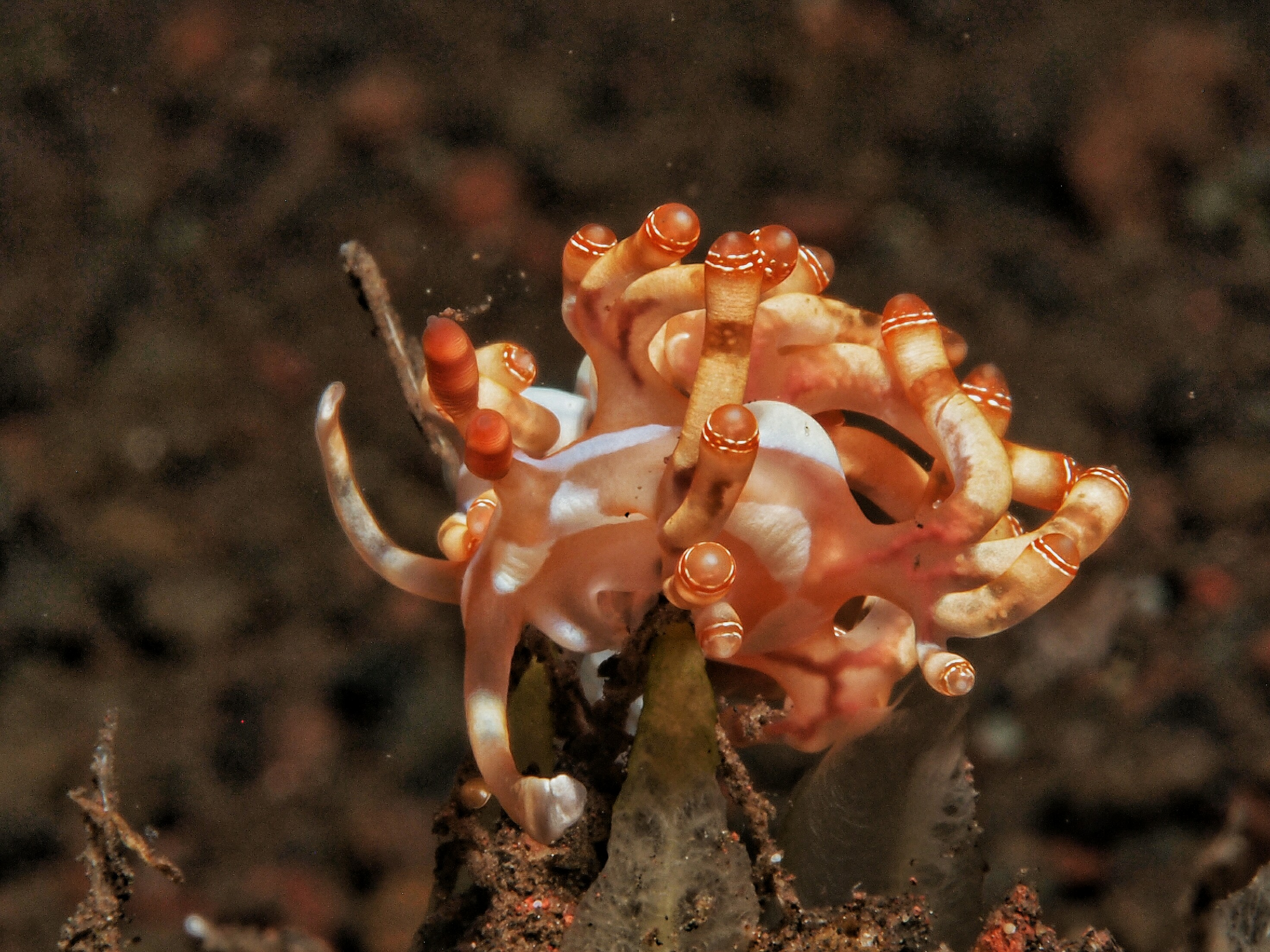
Flabellina bilas.
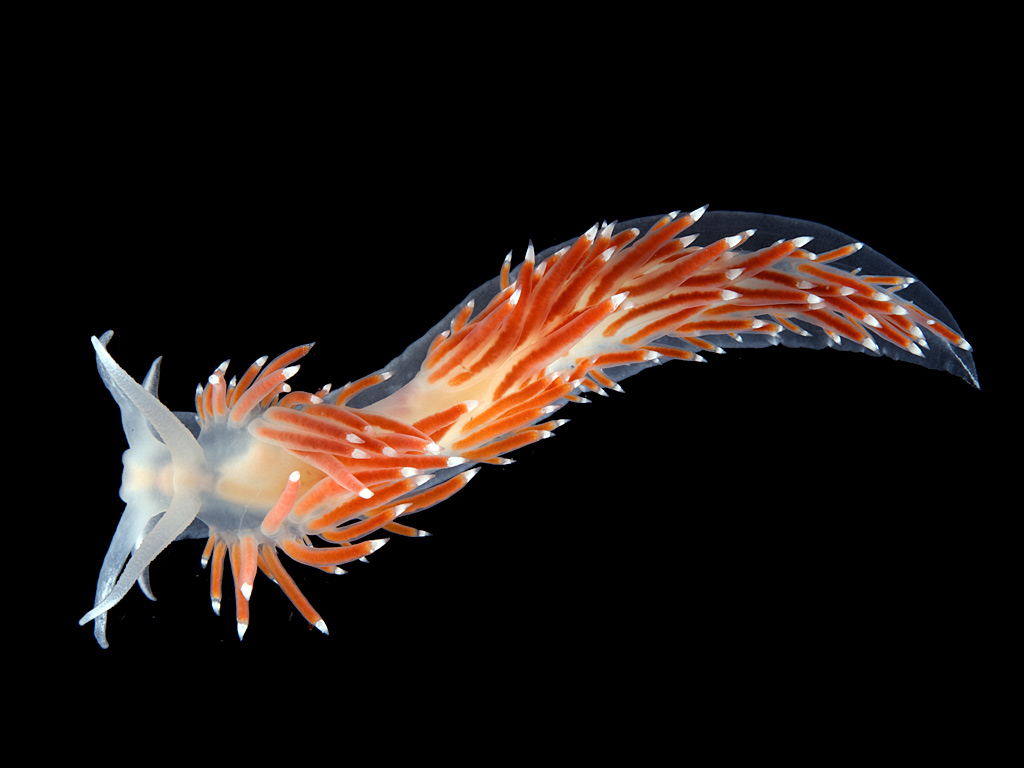
Flabellina browni.
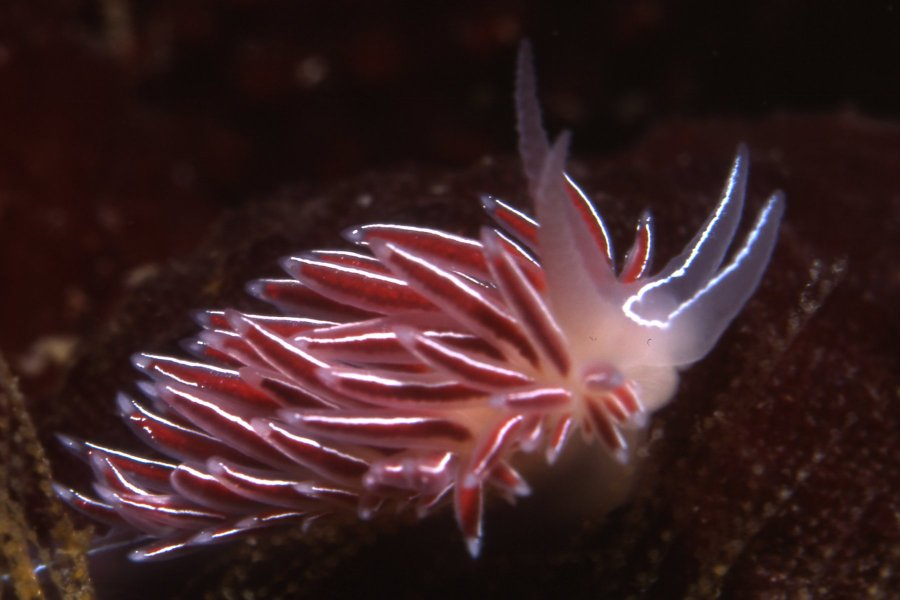
Flabellina capensis.
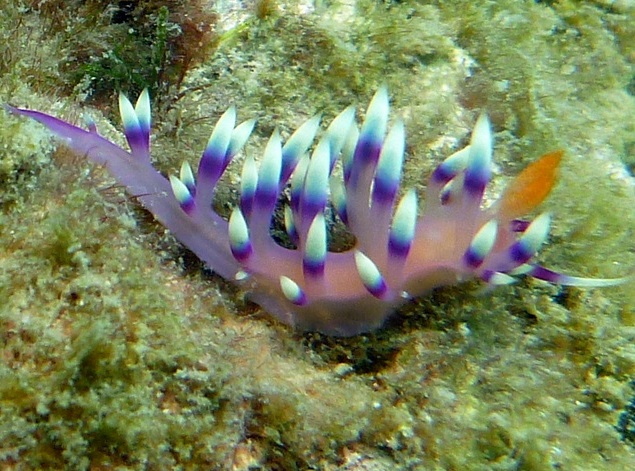
Flabellina exoptata.
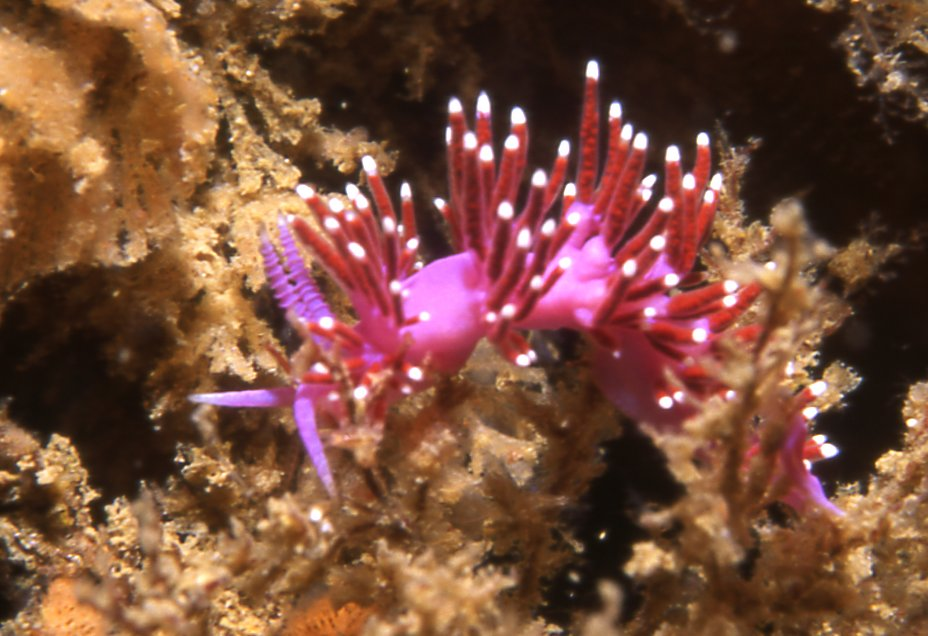
Flabellina funeka.
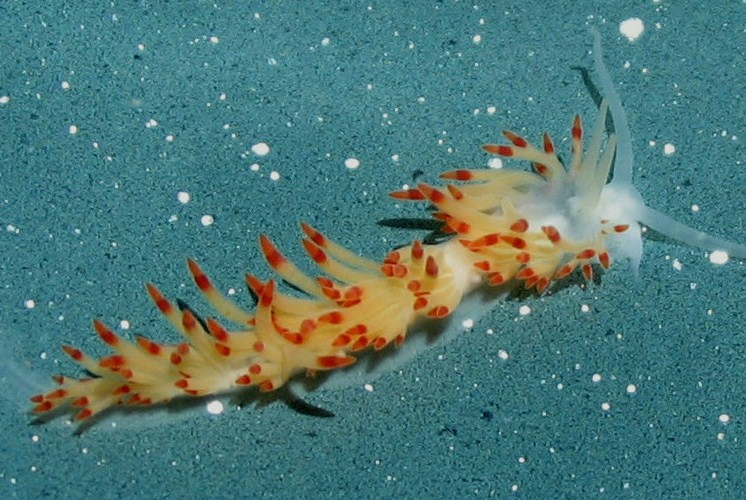
Flabellina goddardi.
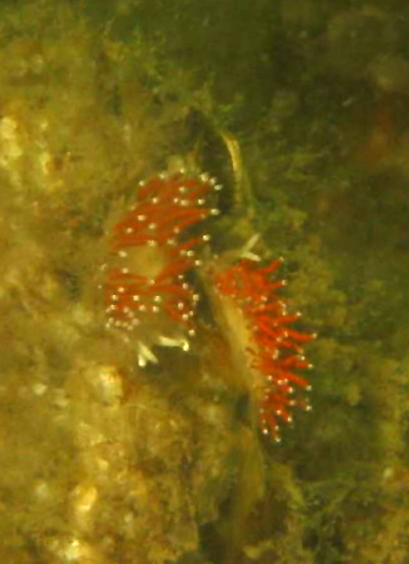
Flabellina gracilis.
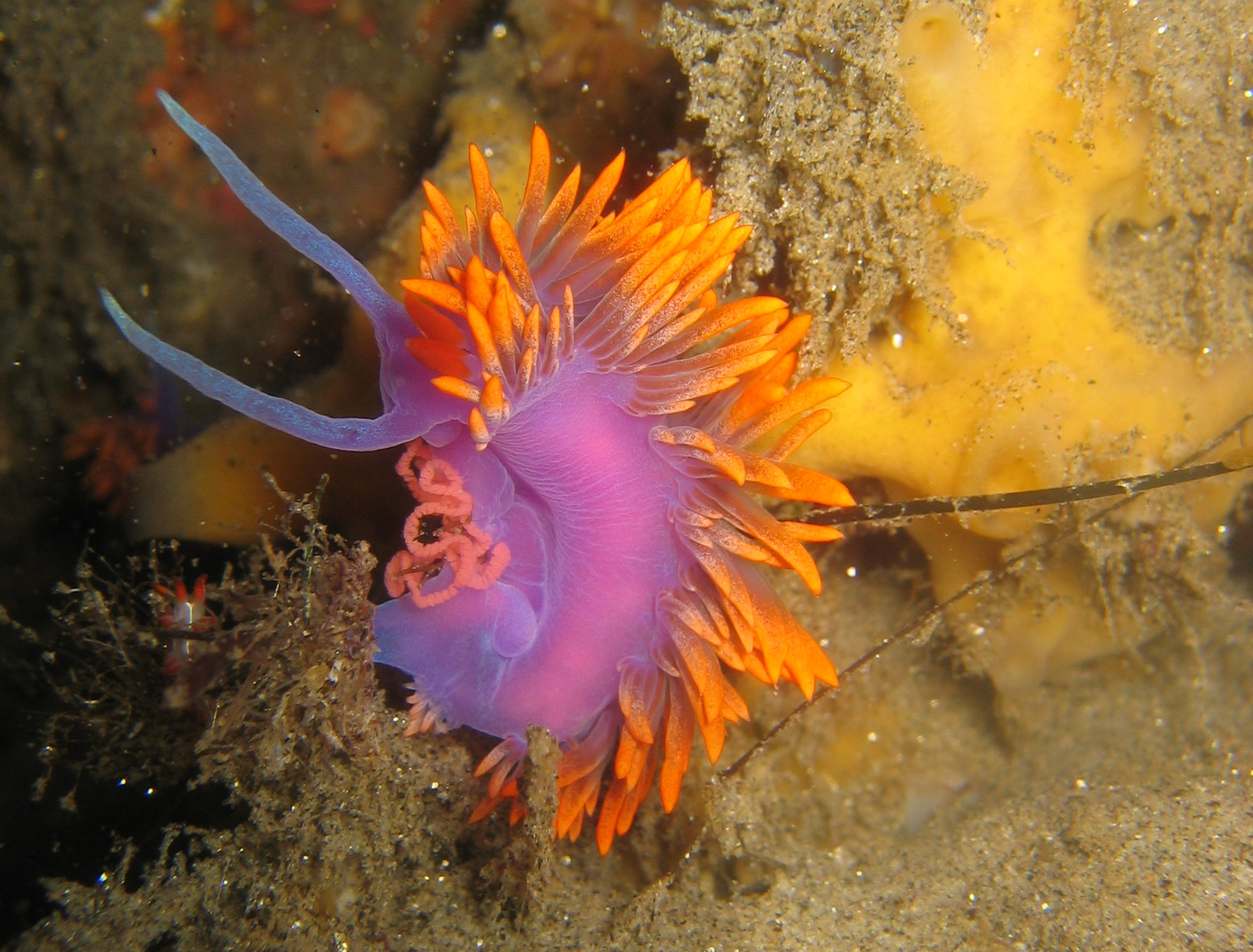
Flabellina iodinea.
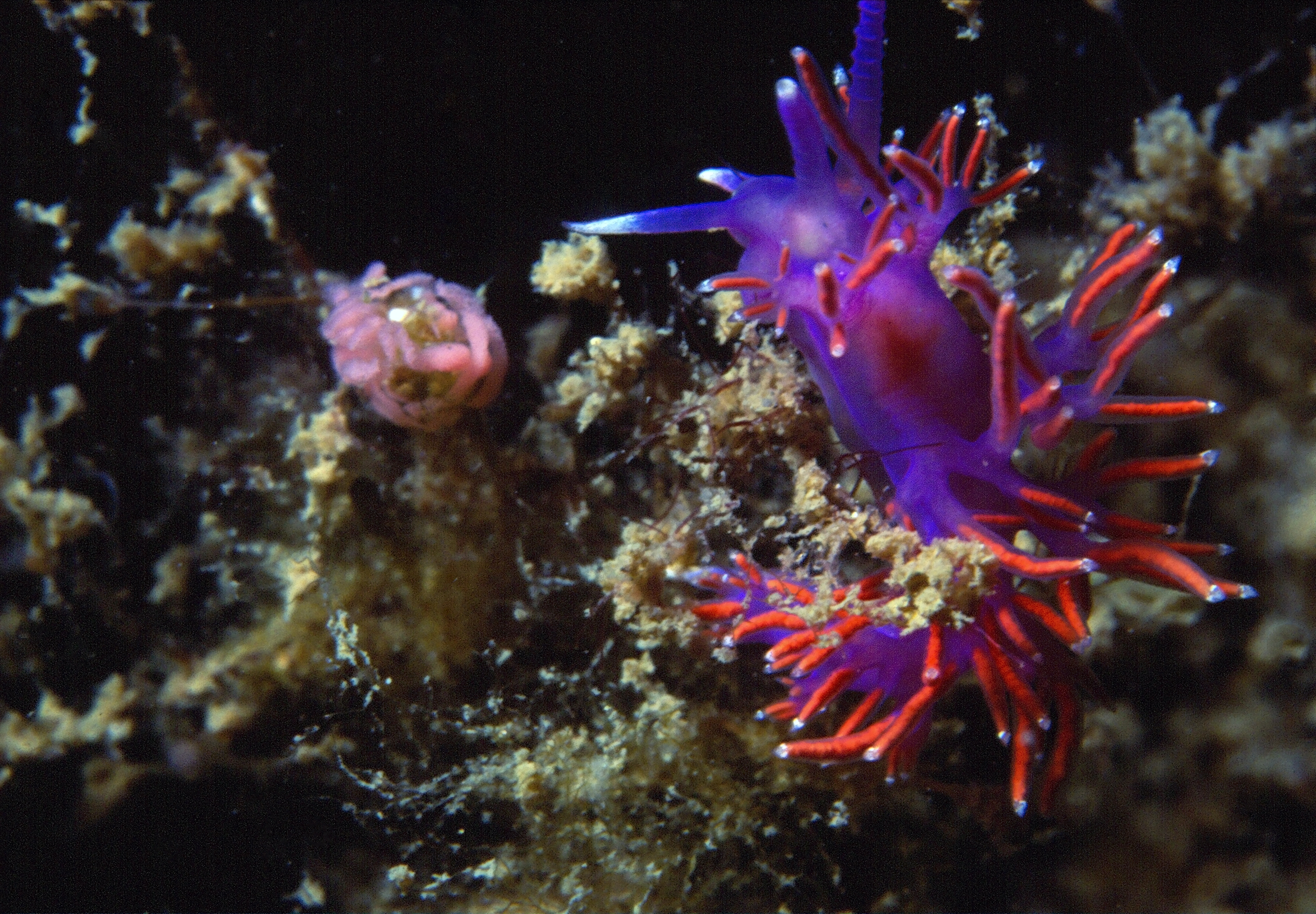
Flabellina ischitana.
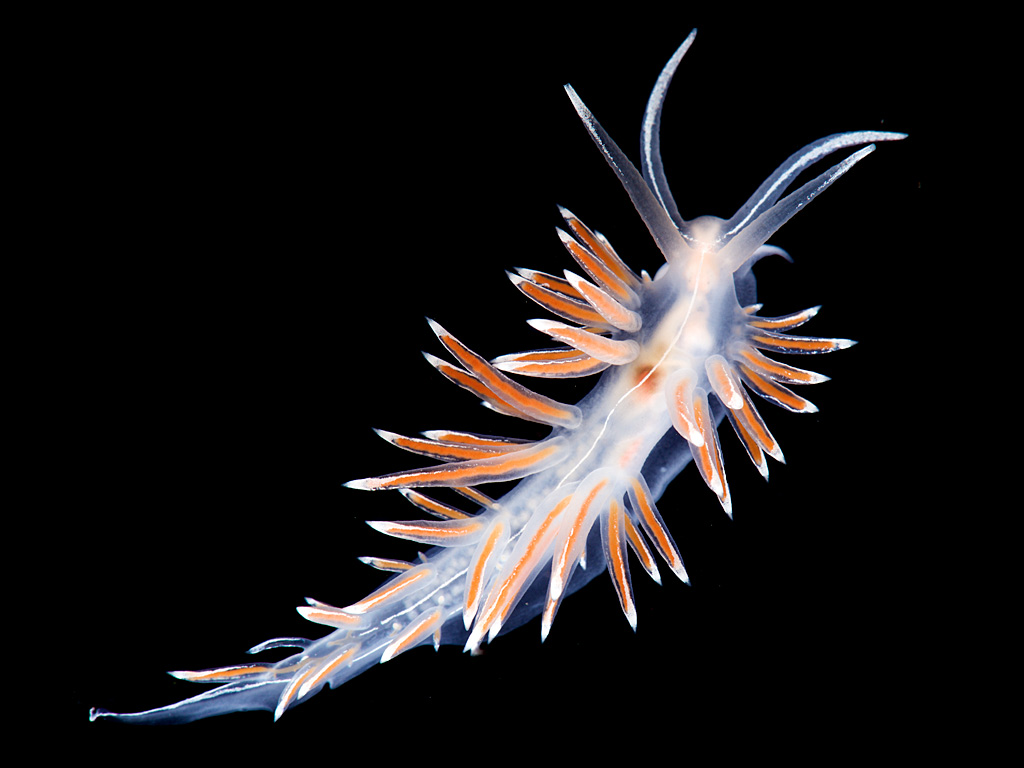
Flabellina lineata.
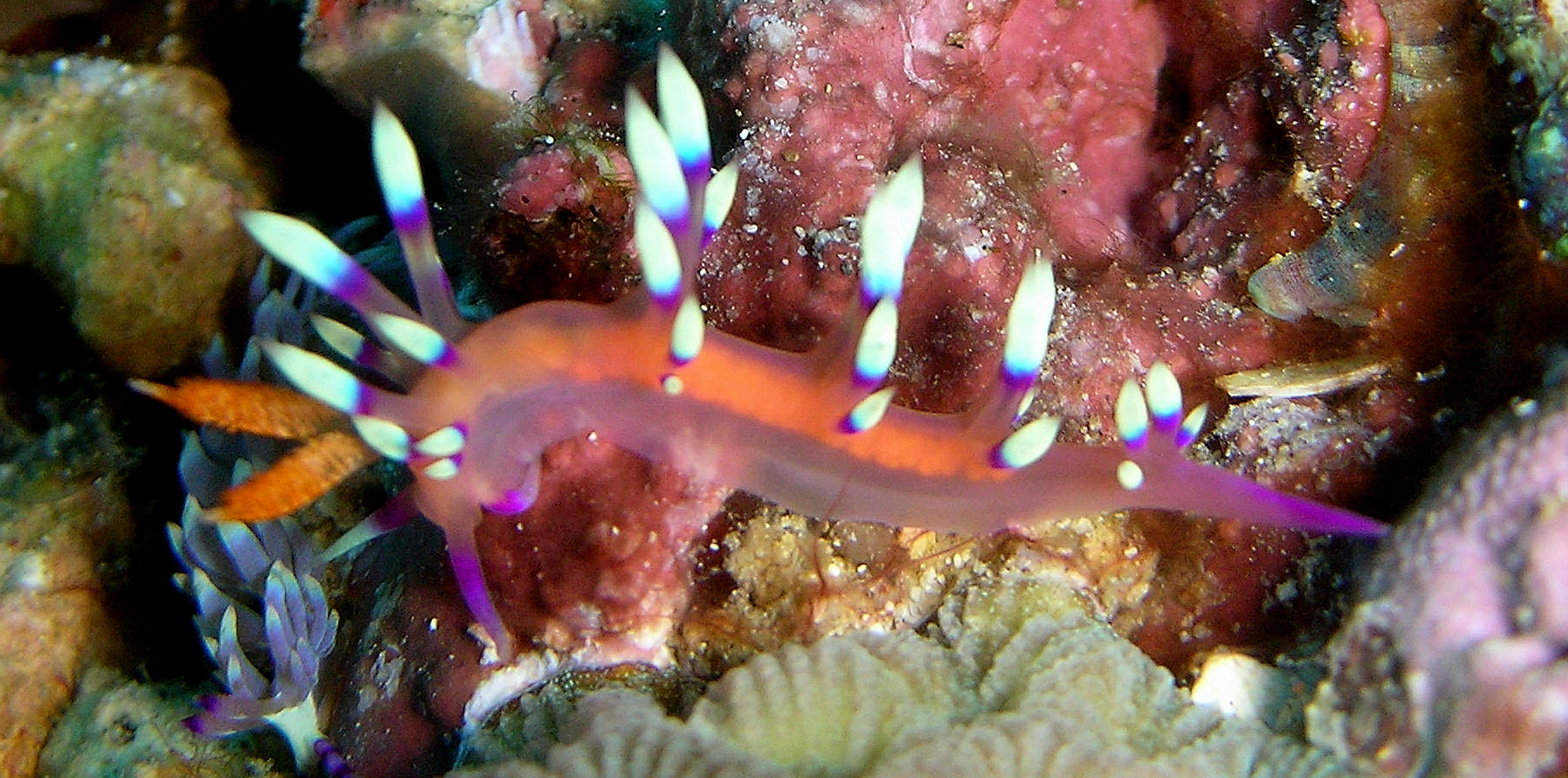
Flabellina marcusorum.
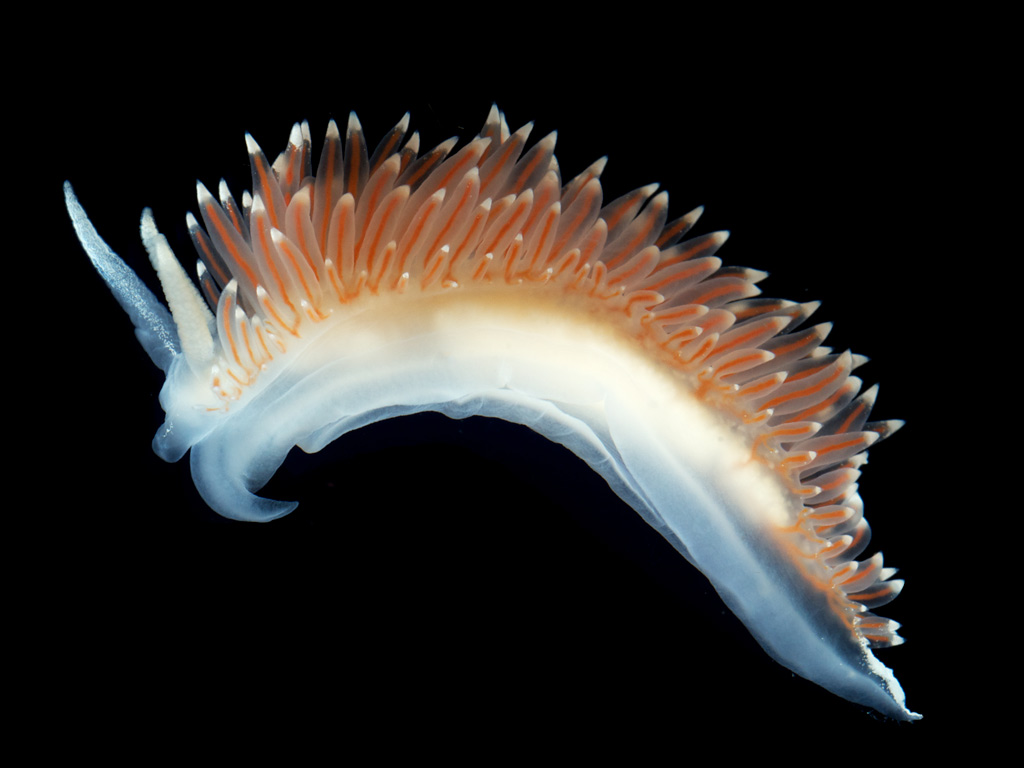
Flabellina nobilis.
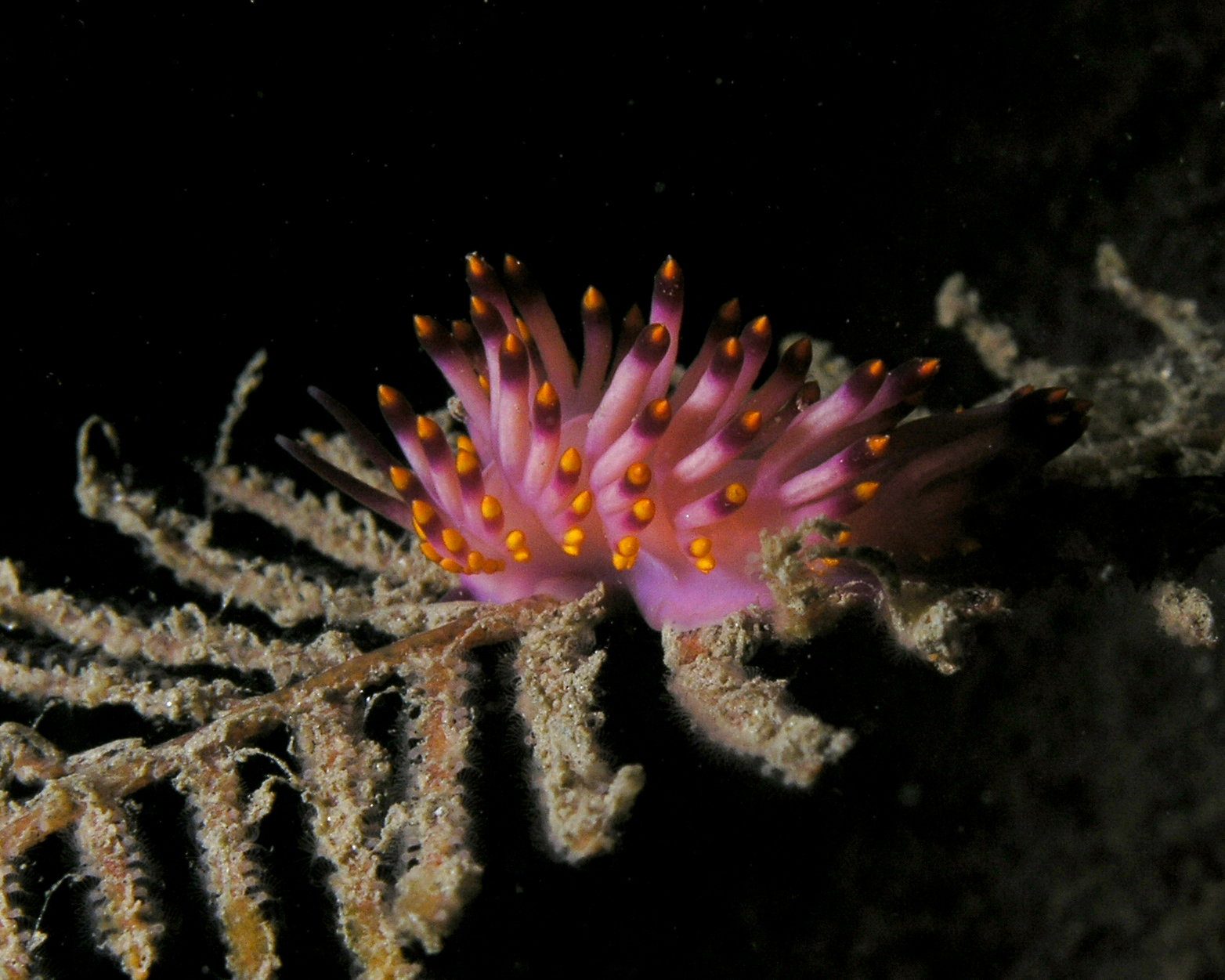
Flabellina pedata.
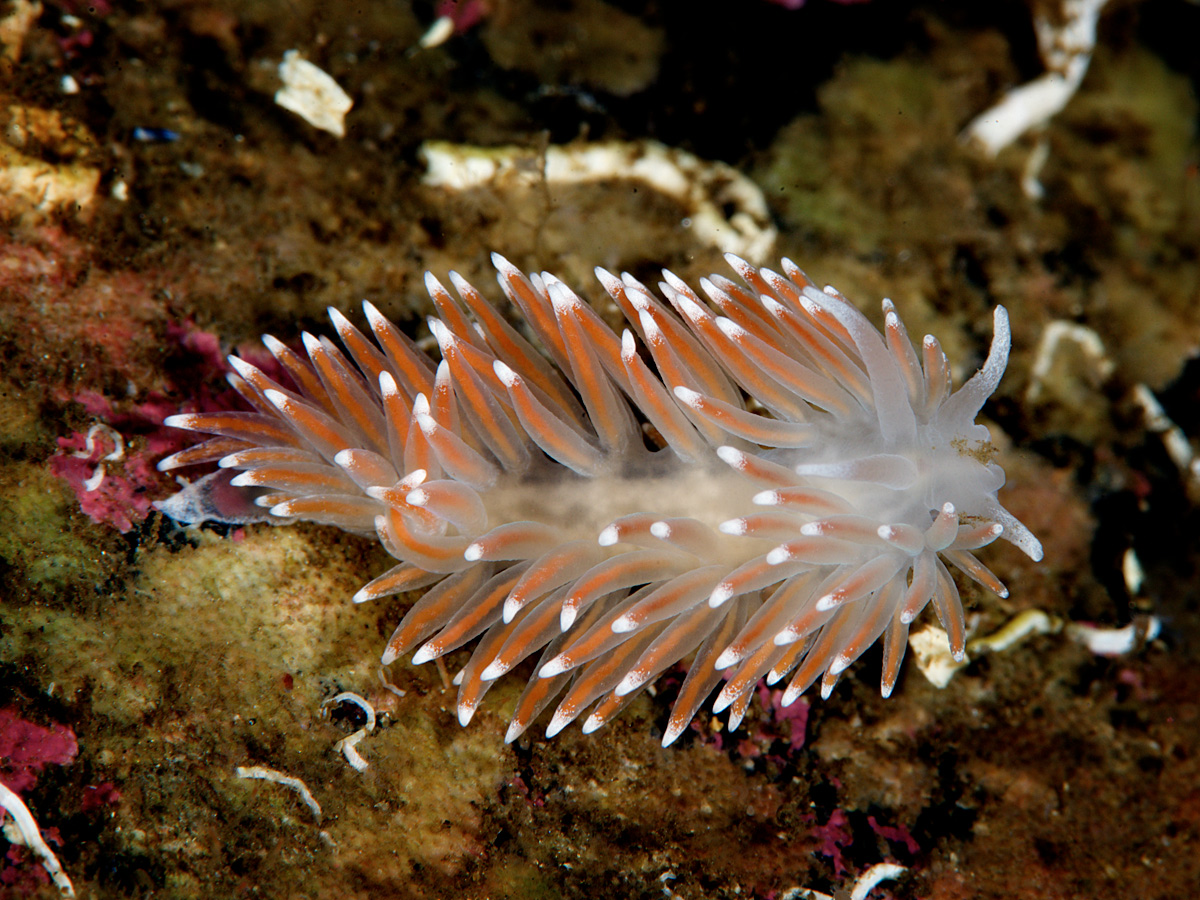
Flabellina pellucida.
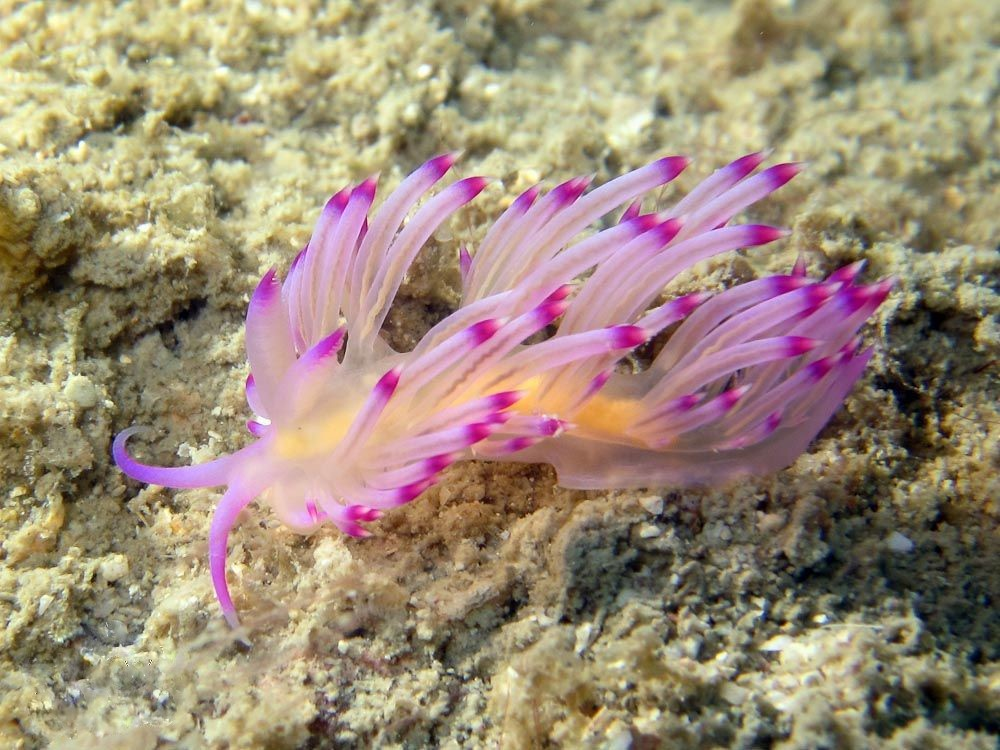
Flabellina rubrolineata.
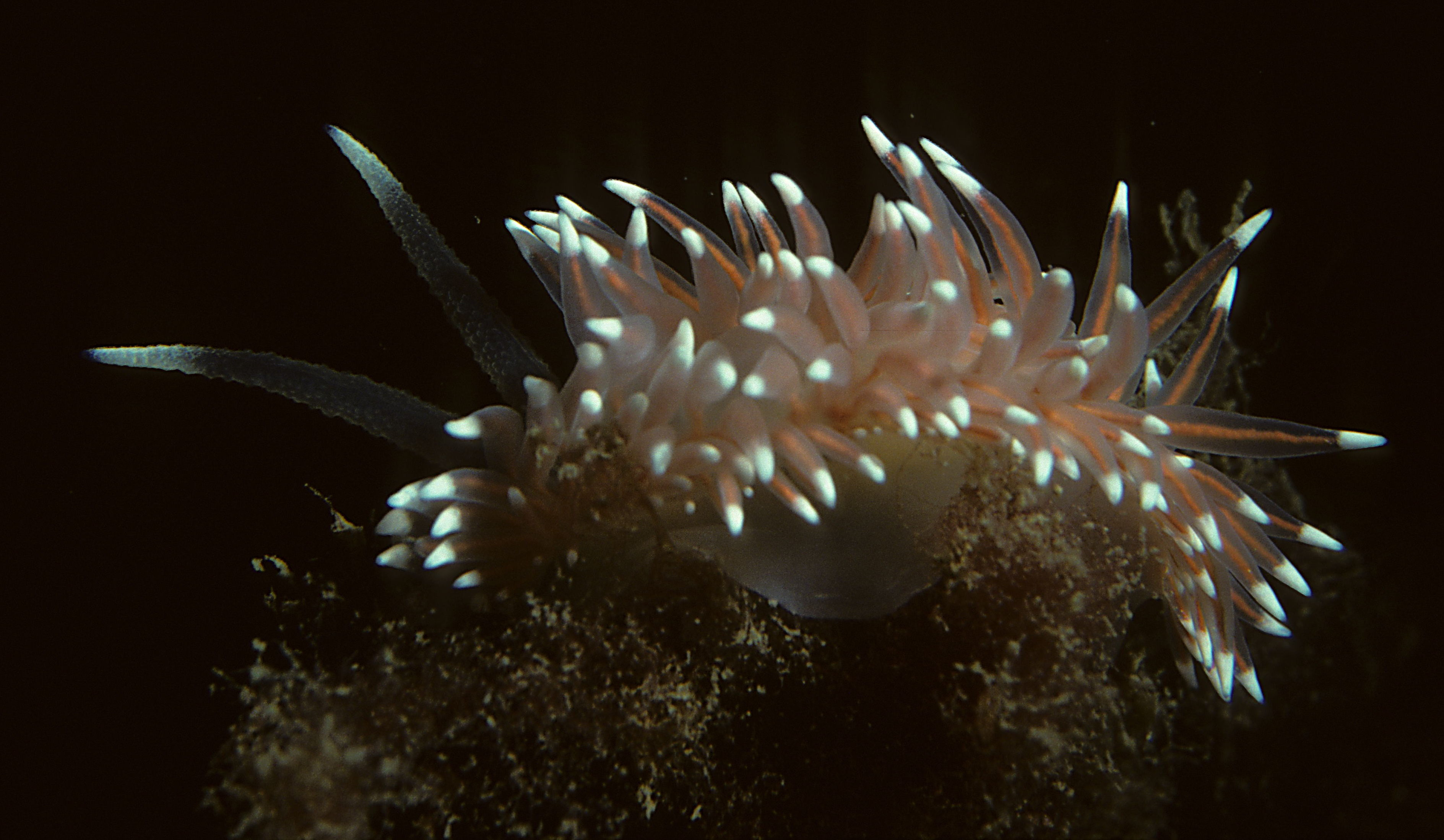
Flabellina salmonacea.
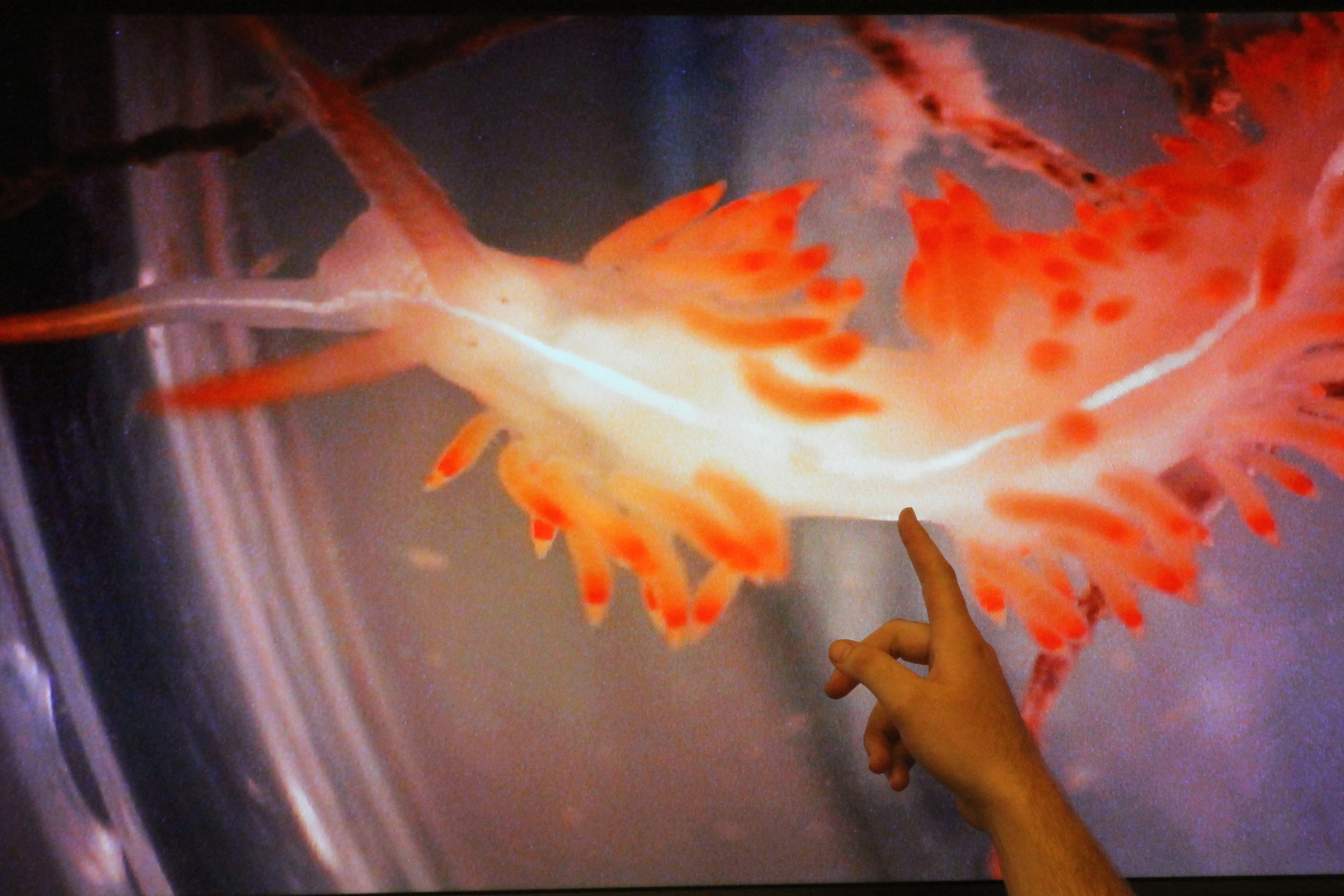
Flabellina trilineata.
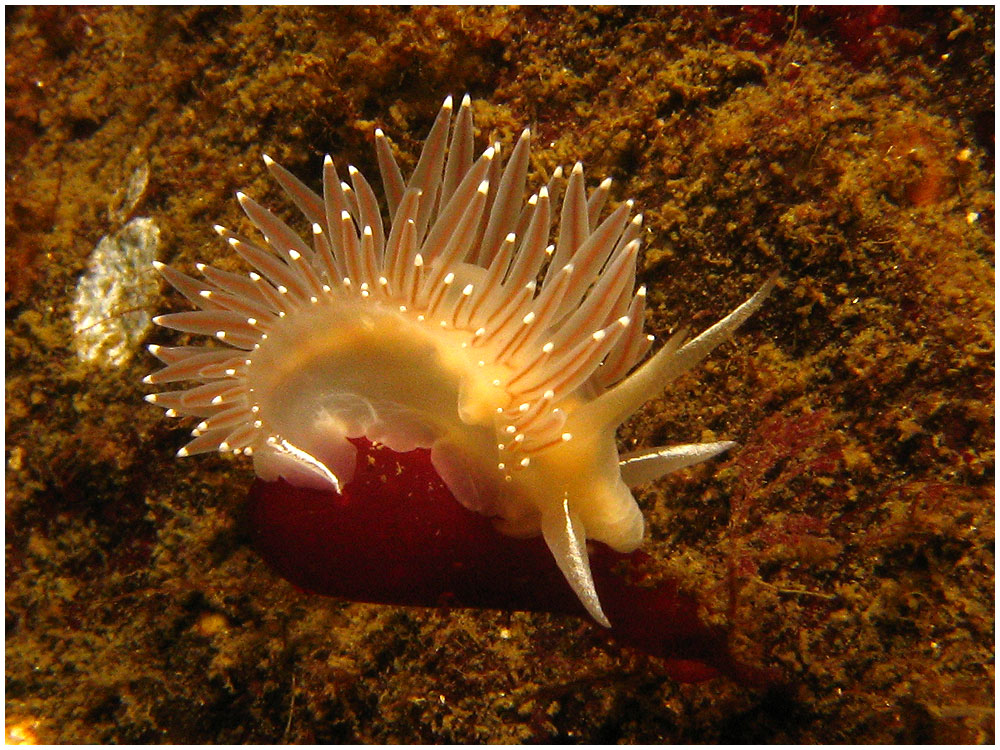
Flabellina trophina.
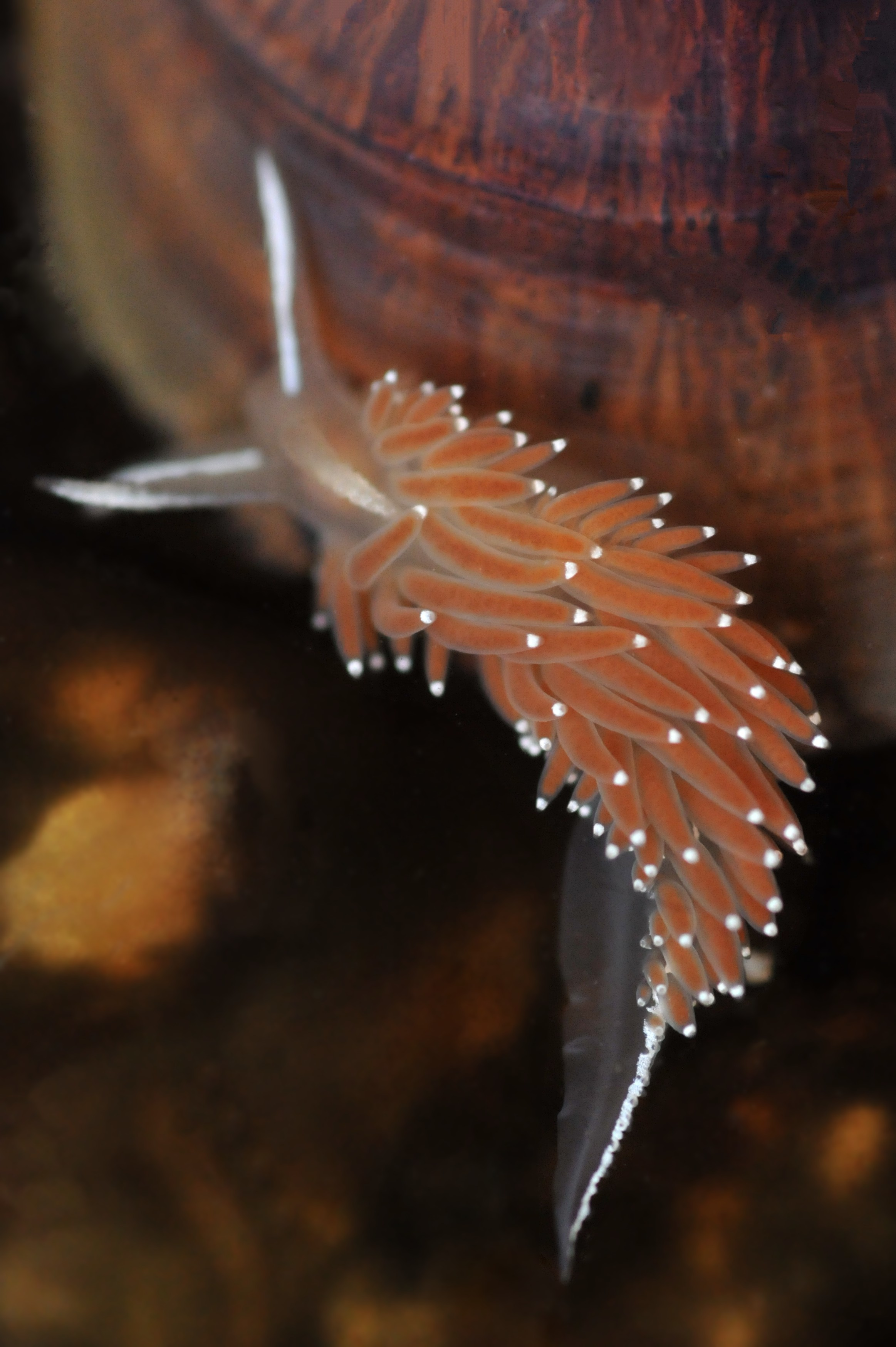
Flabellina verrucosa